# René Dubail
Jean-René Dubail, né à Paris le 21 novembre 1813 et mort dans cette même ville le 30 mars 1891, est un avocat et homme politique français du XIXe siècle.

## Biographie

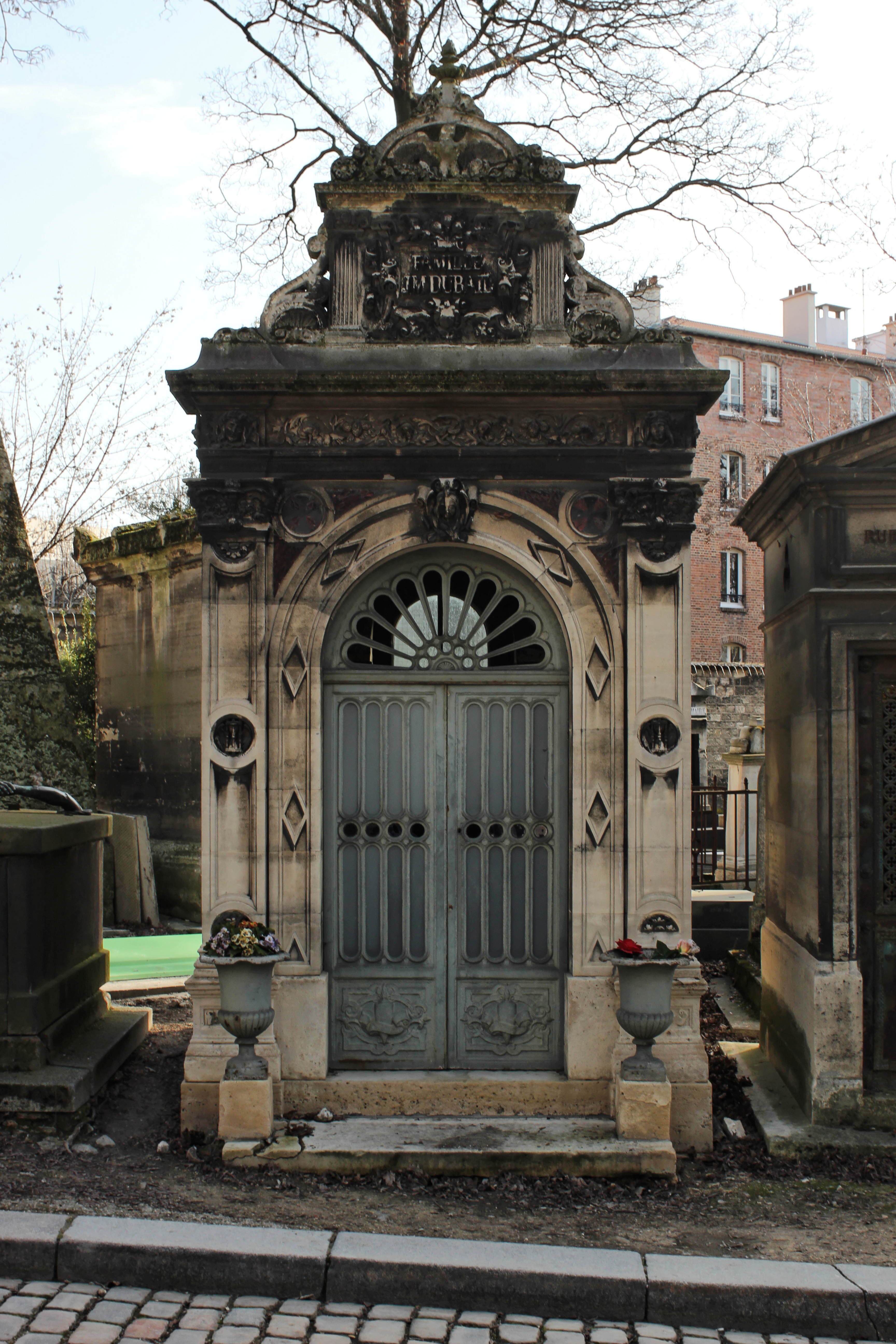
Tombe au cimetière du Père-Lachaise.

Né au no 44 de la rue des Lombards, Jean-René Dubail est le fils du pharmacien Jean-Marie Dubail. Élève du Lycée Charlemagne, il étudie le droit et devient avocat à la Cour d'appel de Paris.
Sous la Monarchie de Juillet, Dubail est proche de l'opposition dynastique et participe à la campagne des banquets de 1847. Le 28 novembre de cette année, il porte en effet un toast « à la probité, à la constance et au dévouement politiques » lors d'un banquet réformiste présidé par Odilon Barrot à Saint-Germain-en-Laye.
Pendant la Deuxième République française, il soutient les institutions républicaines au sein de la Société démocratique du 5e arrondissement (ancien 5e arrondissement), présidée par Labelonye, et de l'Association démocratique des amis de la Constitution. En 1849, il devient premier adjoint au maire du 5e arrondissement. Il quitte ce poste après le Coup d’État du 2 décembre 1851.
Opposant au Second Empire, il se présente contre le candidat officiel du régime dans la 4e circonscription de la Seine, Moreau, à l'occasion des élections législatives de 1852 . Arrivé en troisième position au premier tour, il retire sa candidature au profit d'un autre républicain, Hippolyte Carnot, qui est élu.
La révolution du 4 septembre 1870 ayant balayé l'Empire, Dubail se présente avec succès aux élections municipales de novembre dans le 10e arrondissement (ancien 5e arrondissement). Après le soulèvement du 18 mars 1871, il est l'un des maires les plus fermes face aux prétentions du Comité central de la Garde nationale. Rétabli dans ses fonctions par Thiers après l'écrasement de la Commune, il présente sa démission lors de la chute du Président de la République le 23 mai 1873, protestant contre ce « coup d’État parlementaire » des monarchistes et affichant sa volonté de « défendre l'ordre et la République menacés ».
En novembre 1874, le Journal des débats soutient sa candidature au poste de conseiller municipal du quartier de l'Hôpital-Saint-Louis, mais il est battu par Louis Dujarrier.
Candidat des républicains modérés et du Centre gauche aux élections législatives de 1876, il perd face au gambettiste Henri Brisson.
Membre de plusieurs sociétés philanthropiques et officier d'Académie, René Dubail est nommé chevalier de la Légion d'honneur en 1879.
Le 30 mars 1891, il meurt chez lui, au no 20 de la rue du Château-d'Eau. Le 3 avril, après des obsèques célébrées en l'église Saint-Martin de la rue des Marais, il est inhumé dans un caveau familial au cimetière du Père-Lachaise.
Époux de Thémise-Sophie Filou, René Dubail est le père du diplomate Pierre-René-Georges Dubail (1845-1932). Il est l'oncle d'un autre diplomate, Ferdinand-Alexis-Henry Dubail (1862-1907). Georges est le grand-père de René-Georges-Albert Dubail (1918-2004), administrateur de sociétés, adjoint au maire du 13e arrondissement (1960-1977) et conseiller de Paris (1983-1989).